# 江副茂
江副 茂（えぞえ しげる、1930年2月22日 - 2017年5月20日）は、日本の技術者、実業家。東陶機器（現TOTO）元社長江副孫右衛門の甥で、同社社長や会長、九州・山口経済連合会（現九州経済連合会）副会長、福岡県公安委員会委員長などを務めた。正四位勲二等瑞宝章。

## 人物・経歴
関東州大連市生まれ。東陶機器（現TOTO）社長を務めた江副孫右衛門は伯父。愛知県立旭丘高等学校1期を経て、1955年名古屋大学工学部機械学科卒業、東洋陶器入社。水栓金具技術者としてウォシュレット等の開発を手掛けた。
東陶機器常務、専務、副社長を経て、1992年から社長を務め、アジア進出などを進めた。1998年から会長。
2001年勲二等瑞宝章受章。相談役を経て、2006年特別顧問。北九州活性化協議会会長、九州・山口経済連合会（現九州経済連合会）副会長、福岡県公安委員会委員長、JR九州監査役、リビングアメニティー協会会長等も歴任した。2017年正四位。